# DB Cargo Nederland
DB Cargo Nederland N.V. ist ein Tochterunternehmen der DB Cargo und die größte Gütereisenbahn in den Niederlanden.
Für den Transport nutzt DB Cargo NL sowohl Ganzzüge als auch Einzelwagenverkehr. Bei letzteren spielt der Rangierbahnhof Kijfhoek eine zentrale Rolle. Er ist der größte in den Niederlanden und wird von DB Cargo NL betrieben. Die Anbindung der niederländischen und nordbelgischen Standorte an Kijfhoek beziehungsweise grenznahe deutsche Rangierbahnhöfe wie zum Beispiel Rangierbahnhof Gremberg nennt das Unternehmen DBRailnet BeNeLux. Unter den Namen DBwestports verbindet seit 2020 DB Cargo NL die Häfen Antwerpen und Rotterdam mit den wichtigsten Destinationen in ihrem Hinterland in Deutschland und Vorarlberg.

## Geschichte
Die Nederlandse Spoorwegen brachten ihre Güterverkehrstochter NS Cargo in das Gemeinschaftsunternehmen Railion mit der DB AG ein. 2003 zog sich die NS aus Railion zurück. Die damalige Railion Benelux nannte sich 2003 in Railion Nederland um und firmierte von 2009 bis 2016 als DB Schenker Rail Nederland N.V.

## Fahrzeuge
- Baureihe 1600 (bis 2020)
- Baureihe 6400
- Baureihe 189

Das Unternehmen besitzt kein Ausbesserungswerk.